# ليزا يورك (ممثلة)
ليزا يورك (بالإنجليزية: Lisa York)‏ هي ممثلة بريطانية، ولدت في 19 مارس 1969 في إنجلترا في المملكة المتحدة.

## أعمال

### مسلسلات
- غرينج هيل

## وصلات خارجية
- ليزا يورك (ممثلة) على موقع IMDb (الإنجليزية)